# CA-13
La Carretera Centroamericana 13 (CA-13), conocida también como la Tercera Carretera Internacional, es una de las principales vías terrestres de América Central, que forma parte de la Red Vial Centroamericana. Esta ruta, considerada vital para la integración regional, atraviesa los países de Guatemala y Honduras.

## Extensión
Con una longitud de 795 kilómetros, la CA-13 es reconocida por su variado paisaje, que incluye cadenas montañosas, llanuras agrícolas, áreas urbanas y regiones selváticas. A pesar de su importancia, su estado de conservación y modernización varía significativamente según el país.

## Carretera Centroamericana 13
La Carretera Centroamericana 13 (CA-13) es una vía internacional que forma parte de la Red Vial Centroamericana, y conecta el oriente de Guatemala con la costa norte de Honduras. Es una ruta secundaria de integración logística, turística y comercial entre ambos países, especialmente hacia los puertos del mar Caribe hondureño y las zonas agrícolas del sureste guatemalteco.

## Guatemala
En Guatemala, la CA-13 inicia en Entre Ríos, departamento de Izabal, y se dirige hacia el este pasando por la ciudad portuaria de Puerto Barrios, una de las más importantes del litoral atlántico guatemalteco. Luego continúa hacia el sureste hasta alcanzar el paso fronterizo de Corinto (Guatemala), donde se conecta con la red vial hondureña. Esta carretera es estratégica para el tránsito de mercancías hacia y desde el Puerto Santo Tomás de Castilla y para el turismo hacia la costa norte de Honduras.

## Honduras
En Honduras, la CA-13 inicia en el puesto fronterizo de Corinto, departamento de Cortés, y se dirige hacia el este por la franja costera del mar Caribe. Atraviesa la ciudad turística de Omoa y finaliza en Puerto Cortés, el puerto marítimo más importante del país. Este tramo es clave para el turismo costero y la logística de exportación, al enlazar con corredores mayores como la CA-5 y el sistema portuario nacional.

## Importancia regional
La CA-13 facilita la conexión entre los puertos atlánticos de Guatemala y Honduras, y refuerza el comercio transfronterizo, el turismo y la movilidad regional. Su vinculación directa con Puerto Barrios y Puerto Cortés fortalece la infraestructura logística del Caribe centroamericano. Es además una ruta de acceso alternativo a destinos turísticos de la costa norte hondureña desde Guatemala.